# شاه‌آسیابک
شاه‌آسیابک یا شاه‌سنجاقک (نام علمی: Anax) نام یک سرده از تیره دوزندگان است.